# Andreas Papandreou
Andreas Giorgos Papandreou, född 5 februari 1919 på Chios, död 23 juni 1996 i Aten, var en grekisk politiker och statsman, som var Greklands premiärminister i två perioder under 1980- och 1990-talen.
Papandreou har en dotter, född 1969, tillsammans med den svenska hallåan och skådespelaren Ragna Nyblom.

## Bakgrund och forskarkarriär
Papandreou kom från en av Greklands politikerfamiljer. Fadern Georgios Papandreou var också premiärminister.
Andreas Papandreou fick sin utbildning vid Atens universitet och från 1942 vid Harvard där han tog en doktorsgrad i ekonomi. 1944 blev han amerikansk medborgare. Papandreou arbetade vid en rad amerikanska universitet, längst vid University of California, Berkeley där han var från 1955 till 1963. Han jobbade senare också vid Stockholms universitet och vid York University i Toronto i Kanada.

## Politisk karriär
År 1963, då Andreas far valdes till premiärminister, återvände han till Grekland. Efter militärkuppen 1967 gick han i landsflykt till Sverige och från sin exil ledde han befrielserörelsen Panellenio Apeleutherotiko Kinema (PAK, "Panhellenska Befrielsefronten").
Efter juntans fall vände Papandreou åter till Grekland där han 1974 bildade socialistpartiet PASOK, vilken han ledde till valseger 1981. Papandreou blev landets förste socialistiske premiärminister, först från 1981 till 1989 och senare från 1993 till strax innan sin död 1996. Andreas Papandreou är den ende europeiske politikern som har varit ordförande för Europeiska rådet vid tre tillfällen.
Sonen Giorgos Papandreou valdes till partiledare för PASOK i februari 2004, och var oktober 2009-2011 Greklands premiärminister.